# دارشکنک سینه‌خالدار
دارشکنک سینه‌خالدار (نام علمی: Picumnus steindachneri) نام یک گونه از سرده دارشکنک‌ها و از خانواده ی دارکوب هاست است که زیستگاه طبیعی آن جنگل های مرتفع و مرطوب مناطق گرمسیری است.